# Romaric Etonde
Romaric Emile Legrand Etonde (Montreuil, 30 april 2005) is een Frans voetballer met Kameroense roots die in het seizoen 2023/24 door AS Monaco wordt uitgeleend aan Cercle Brugge.

## Clubcarrière
Etonde ruilde in 2017 de jeugdopleiding van Paris FC voor die van stadsgenoot Paris Saint-Germain. Zes jaar later plukte AS Monaco hem er weg. De club leende Etonde meteen uit aan zijn Belgische dochterclub Cercle Brugge. Daar maakte hij een vliegende start: in zijn eerste wedstrijd voor Jong Cercle, het beloftenelftal van Cercle Brugge in de Tweede afdeling, was hij meteen goed voor vier goals. Kort daarop maakte hij ook zijn officiële debuut in het eerste elftal van de club. Op 31 oktober 2023 liet trainer Miron Muslic hem in de bekerwedstrijd tegen Zulte Waregem tijdens de verlengingen invallen voor Edgaras Utkus. Tijdens de strafschoppenserie was Etonde was een van de twee Cercle-spelers die misten vanop de stip, wat de kwalificatie van Zulte Waregem in de hand werkte. Vijf dagen later liet Muslic hem ook kort invallen in de 0-3-competitienederlaag tegen RSC Anderlecht.